# Chi ha rapito Jerry Calà?
Chi ha rapito Jerry Calà? è un film italiano del 2023 diretto e interpretato da Jerry Calà.

## Trama
Un'improbabile banda di novelli criminali decide di rapire Jerry Calà con lo scopo di chiedere un lauto riscatto e dare una svolta alle proprie vite. Presto scopriranno che le cose non stanno esattamente come le avevano immaginate. La svolta arriva quando Massimo Boldi in persona si dichiara disponibile a pagare il riscatto. Ma una brutta sorpresa li aspetta.

## Produzione
Già nell’estate 2021, prima del suo concerto all’Arena di Verona, Jerry Calà annunciò di essere al lavoro su una nuova commedia. Ad agosto 2022 ha rivelato che le riprese si sarebbero tenute a Napoli nei mesi successivi. Il titolo “Chi ha rapito Jerry Calà?” è stato rivelato a febbraio 2022 dalla casa di produzione Vargo Film e dallo stesso Calà. Le riprese sono iniziate a Ischia il 20 febbraio 2023, proseguendo nelle settimane seguenti a Monte di Procida, Napoli, in Molise a Campobasso e San Giuliano del Sannio e successivamente anche a Milano, Roma e Verona.
Nella notte tra il 18 e il 19 marzo, durante la lavorazione, Jerry Calà è stato colpito da un infarto, venendo ricoverato in codice rosso alla Clinica Mediterranea, distante solo pochi metri dal Grand Hotel Santa Lucia, in cui alloggiava. L’attore ha subito un intervento ed è stato dichiarato fuori pericolo il mattino seguente. Subito dopo l’operazione, Calà ha chiesto al personale della clinica di essere dimesso per poter tornare sul set e ultimare il film negli ultimi giorni di riprese rimasti. La produzione ha invece deciso di sospendere la lavorazione, che è ripresa a Napoli il giugno seguente.
Nello stesso mese Umberto Smaila ha confermato il proprio coinvolgimento nel film, scherzando sulla segretezza attorno alla sua parte in una intervista al Corriere: “[Jerry] Mi tiene all'oscuro del mio ruolo, come faceva Kubrick in Full metal jacket, e io attendo con pazienza”. È l'undicesima collaborazione cinematografica tra Calà e Smaila, a 43 anni di distanza dall'esordio di entrambi nel film di Carlo Vanzina Arrivano i gatti.
Dopo la reunion de I Gatti di Vicolo Miracoli in Odissea nell'ospizio, Jerry Calà torna ad autodirigersi nel suo settimo film da regista e trentaquattresimo come attore protagonista. È il sesto film nel quale interpreta una versione fittizia di sé stesso, dopo Arrivano i gatti, Bomber, Ragazzi della notte, Vita Smeralda e il precedente Odissea nell'ospizio.
Oltre a Smaila, nel film sono presenti altri storici colleghi e amici di Jerry Calà, come Massimo Boldi, Maurizio Casagrande e l'ex moglie Mara Venier. Anche suo figlio Johnny Calà, il suo manager Alex Intermite e il rapper Clementino interpretano se stessi in un cameo. Clementino ha inoltre composto ed eseguito per il film il brano S'anno arrubbate a Jerry Calà, di cui è autore insieme allo stesso Calà. Inoltre partecipano al film anche alcuni giornalisti dell'emittente televisiva locale Telemolise.
Il budget del film si aggira intorno a un milione e mezzo di euro.

## Promozione
Il 27 novembre 2023 Jerry Calà ha condiviso il poster del film sui suoi profili social, annunciando la data di uscita natalizia sulle piattaforme digitali. Il primo dicembre è stato diffuso online il teaser trailer del film, distribuito da CG Entertainment. Il 12 dicembre 2023 è stato diffuso il trailer del film. Il 24 dicembre 2023 è stato distribuito su tutte le piattaforme online.

## Distribuzione
Il film è uscito in Video on Demand su Prime Video, Apple TV+, Chili, iTunes, Google Play, YouTube e Rakuten TV il 19 dicembre.

## Accoglienza
Su Cinematographe.it il film ha ricevuto una valutazione di 3.8 su 5, venendo descritto come “un film simpatico, piacevole e adatto al periodo di Natale, arrivando a un sorriso che sul finale più che di ilarità è intriso di tenerezza”.
Su La Repubblica il film ha ottenuto una valutazione positiva, venendo definito “un'opera gradevole, girata con la leggerezza e il garbo che contraddistingue il Calà regista e autore”.